# Franz Schuh
Franz Xaver Anton Schuh (ur. 15 marca 1891 w Wiedniu, zm. 13 czerwca 1936) – austriacki pływak z początków XX wieku, uczestnik igrzysk olimpijskich.
Dwudziestojednoletni Schuh reprezentował Cesarstwo Austriackie podczas V Letnich Igrzyskach Olimpijskich w 1912 roku w Sztokholmie, gdzie wystartował w dwóch konkurencjach pływackich. Kwalifikację uzyskał wygrywając wyścig na 200 metrów stylem dowolnym (czas 2:44,0) podczas austriackich kwalifikacji narodowych w Wiedniu 5 maja 1912 roku. Pierwszą konkurencją, w której wystartował był wyścig na dystansie 400 metrów stylem dowolnym. Wystartował w piątym wyścigu eliminacyjnym, w którym zajął trzecie miejsce z czasem 6:09,4, co oznaczało dla niego koniec rywalizacji. Na dystansie 1500 metrów stylem dowolnym wystartował w czwartym wyścigu eliminacyjnym. Zajął w nim premiowane awansem drugie miejsce z czasem 25:19,8. Na starcie wyścigu półfinałowego się nie pojawił.
Schuh reprezentował barwy wiedeńskiego klubu 1.W.A.S.C.